# Coppa dell'Imperatore 2015
La Coppa dell'Imperatore 2015  (第95回天皇杯全日本サッカー選手権大会?) è la novantacinquesima edizione della coppa nazionale giapponese di calcio. La squadra vincitrice prende parte alla AFC Champions League 2016.

## Formula
Partecipano tutte le 18 società di J. League Division 1 e tutte le 22 di J. League Division 2. Ad esse si aggiungono 47 società vincitrici delle leghe prefetturali più la squadra promossa dalla Japan Football League, per un totale di 88 club partecipanti. La competizione è interamente ad eliminazione diretta, tutti i turni si svolgono in gara unica, con eventuali tempi supplementari e calci di rigore.

## Semifinali
| Squadra 1   | Risultato      | Squadra 2           |
| ----------- | -------------- | ------------------- |
| Urawa Reds  | 1 - 0 (d.t.s.) | Kashiwa Reysol      |
| Gamba Osaka | 3 - 0          | Sanfrecce Hiroshima |

## Finale
| Arbitro: | Shinji Murakami |

|            |           |                |
| Koroki 36’ | Marcatori | 32’ 53’ Patric |